# Conquista francese dell'Algeria
La conquista francese dell'Algeria ebbe luogo tra il 1830 ed il 1857. Nel 1827, sorse una discussione tra Hussein Dey, reggente della reggenza di Algeri in capo all'Impero ottomano, ed il locale console francese che sfociò ben presto in un blocco navale imposto dalla Francia (ma in realtà dannoso per i mercanti francesi). Dopo vari contrasti minori la Francia nel 1830 invase e conquistò Algeri, prendendo rapidamente il controllo delle restanti comunità costiere. I successi totalizzati spinsero la Francia ad intraprendere una vera e propria campagna militare contro l'Algeria che portò all'arrivo di nuovi uomini per schiacciare ogni tipo di resistenza interna al paese. 
L'obiettivo di questa conquista, da parte della Francia, era quello di combattere e addirittura distruggere la pirateria barbaresca, praticata per secoli dalle popolazioni locali arabo-berbere musulmane contro i civili europei bianchi e cristiani, catturati per essere ridotti in schiavitù fisica (per gli uomini) e sessuale (per le donne), al fine di mettere in sicurezza l'Europa e le coste del Mediterraneo, nonché di liberare i civili europei tenuti in schiavitù.
Le forze di resistenza algerine erano divise in due parti: l'una sotto il comando di Ahmed Bey a Costantina, ad est, e le forze nazionaliste in Cabilia a ovest. La sigla di trattati separati coi nazionalisti alla guida di `Abd al-Qādir permise ai francesi dapprima di concentrarsi sull'eliminazione delle restanti minacce ottomane e poi alla presa definitiva di Costantina nel 1837. Al-Qādir a questo punto riprese una propria resistenza ad ovest con l'appoggio del Marocco dal 1842 sino a quando lo stesso sultanato locale, su pressione del diplomatica francese (dopo la sconfitta nella prima guerra franco-marocchina) non venne estromesso anche dal Marocco, arrendendosi alle forze francesi nel 1847.

## Il contesto storico

### Il dominio ottomano
La regione algerina negli anni 1830 era solo parzialmente sotto il controllo dell'Impero ottomano. Un dey governava l'intera reggenza di Algeri, ma questi poteva esercitare un controllo diretto solo nella città di Algeri e nelle sue vicinanze, con altri baliaggi stabiliti in poche altre aree influenti come Orano e Costantina. Il resto del territorio (incluso gran parte dell'entroterra) era solo nominalmente sotto il dominio ottomano ma in realtà era controllato dai capi tribali berberi locali. Lo stesso dey era molto indipendente nelle proprie decisioni dal sultano ottomano, pur essendo supportato (o controllato, a seconda delle prospettive storiche) dai giannizzeri turchi di stanza ad Algeri. Il territorio confinava ad ovest col sultanato del Marocco e ad est con la reggenza di Tunisi. Il confine ad ovest era segnato ufficialmente dal corso del fiume Tafna, ma esso fu soggetto a continui cambiamenti a seconda delle tribù locali e della loro influenza nel controllo del territorio.
La reggenza di Algeri, era inoltre una delle principali basi dei pirati barbareschi e degli schiavisti berberi che da secoli attaccavano le navi europee e gli insediamenti costieri del Mediterraneo e dell'Atlantico settentrionale. Come il resto della Costa berbera, la reggenza di Algeri viveva del commercio degli schiavi e di beni catturati da Europa, America e Africa sub-sahariana. Le potenze europee bombardarono Algeri in differenti occasioni per rappresaglia e gli Stati Uniti provocarono le guerre barbaresche per impedire l'attacco alle navi commerciali della tratta verso le Americhe.

### L'inizio della conquista francese
La conquista dell'Algeria iniziò durante gli ultimi mesi della Restaurazione borbonica da Carlo X, il quale sperava con questo gesto di porre definitivamente fine alla pirateria islamica e nel contempo di incrementare la propria popolarità presso il popolo francese, in particolare quello di Parigi, dove vivevano pure molti veterani delle guerre napoleoniche. Egli pensava con questo gesto di smuovere il sentimento patriottico dei francesi e nel contempo di distoglierli dalla sua politica interna. Il commercio di schiavi e la pirateria algerina cessarono immediatamente con la conquista francese di Algeri.

### L'"Affare del Ventaglio"
Nel 1795–96, la Repubblica Francese aveva preso dei contatti di fornitura per l'acquisto di grano necessario al sostentamento dell'esercito francese da due mercanti ebrei di Algeri, ma Carlo X nell'Ottocento sembrava tutt'altro che intenzionato a saldare i debiti della Repubblica. Questi mercanti, che a loro volta avevano nel frattempo contratto debiti con Hussein Dey, il governante ottomano di Algeri, dissero di non poter saldare i loro conti dal momento che ancora a distanza di oltre trent'anni essi stavano attendendo i pagamenti da parte della Francia. Il dey cercò di negoziare con Pierre Deval, console francese, una rettifica della situazione, ma ogni sforzo si rivelò vano al punto che il Dey sospettò Deval di collaborazionismo coi mercanti ai danni dell'Algeria. Il nipote di Deval, Alexandre, console a Bône, iniziò in contemporanea una serie di opere di fortificazione dei magazzini francesi di Bône e La Calle contravvenendo ai termini di accordi presi in precedenza.

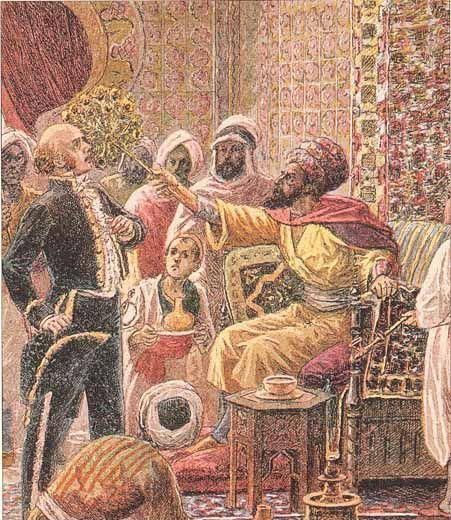
L'"Affare del Ventaglio", che portò poi all'invasione francese dell'Algeria.

Dopo continui incontri nei quali Deval si rifiutò di provvedere risposte esaurienti, il 29 aprile 1827 il dey colpì Deval col suo scacciamosche (all'epoca definito genericamente ventaglio) in segno di protesta. Carlo X sfruttò quest'occasione per chiedere attraverso le proprie forze diplomatiche delle scuse formali da parte del dey, e quindi iniziò un blocco commerciale ai danni di Algeri. Il blocco continuò incessante per tre anni, ma venne essenzialmente a danno dei mercanti francesi i quali erano impossibilitati a concludere affari sulla costa di Algeri mentre i pirati barbareschi erano in grado di sfuggire tranquillamente al blocco. Quando la Francia nel 1829 inviò il proprio ambasciatore al dey con una proposta di negoziato, questi rispose cannoneggiando le navi del blocco. I francesi si risolsero quindi a soluzioni di forza.
Dopo il fallimento della visita dell'ambasciatore, Carlo X nominò presidente Jules, principe di Polignac, uno strenuo conservatore, atto che oltraggiò oltremodo l'opposizione liberale francese che aveva all'epoca la maggioranza alla Camera dei Deputati di Parigi. Polignac aprì dei negoziati con Muhammad Ali d'Egitto per dividersi il Nord Africa. Ali, fortemente influenzato dagli inglesi (pur essendo nominalmente vassallo degli ottomani), rigettò quest'idea. Fu a questo punto che il re e Polignac conclusero che la guerra per la conquista di Algeri e la fine della reggenza ottomana locale fosse l'unica prospettiva possibile.

## L'invasione di Algeri

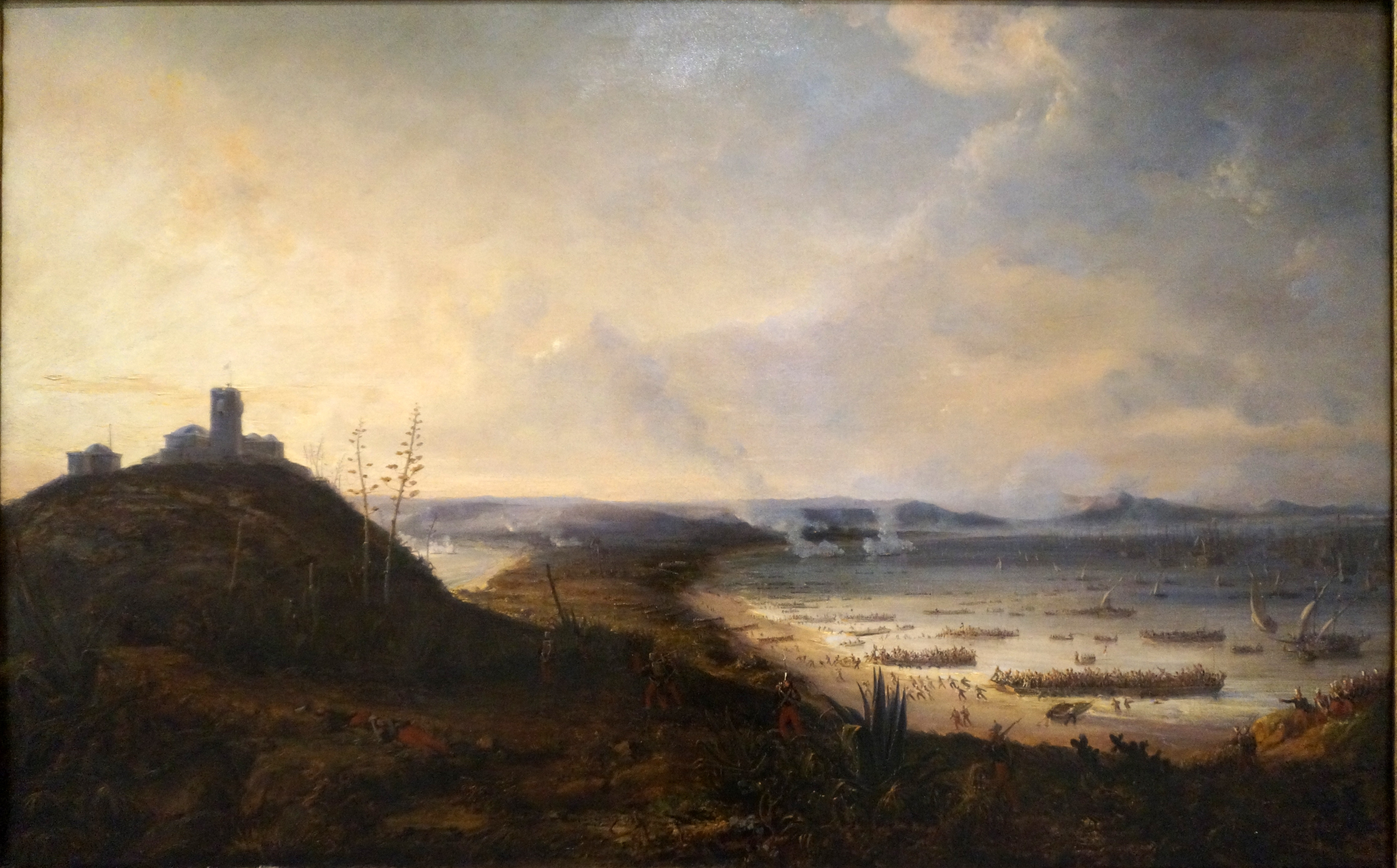
Lo sbarco a Sidi-Ferruch di Pierre-Julien Gilbert.

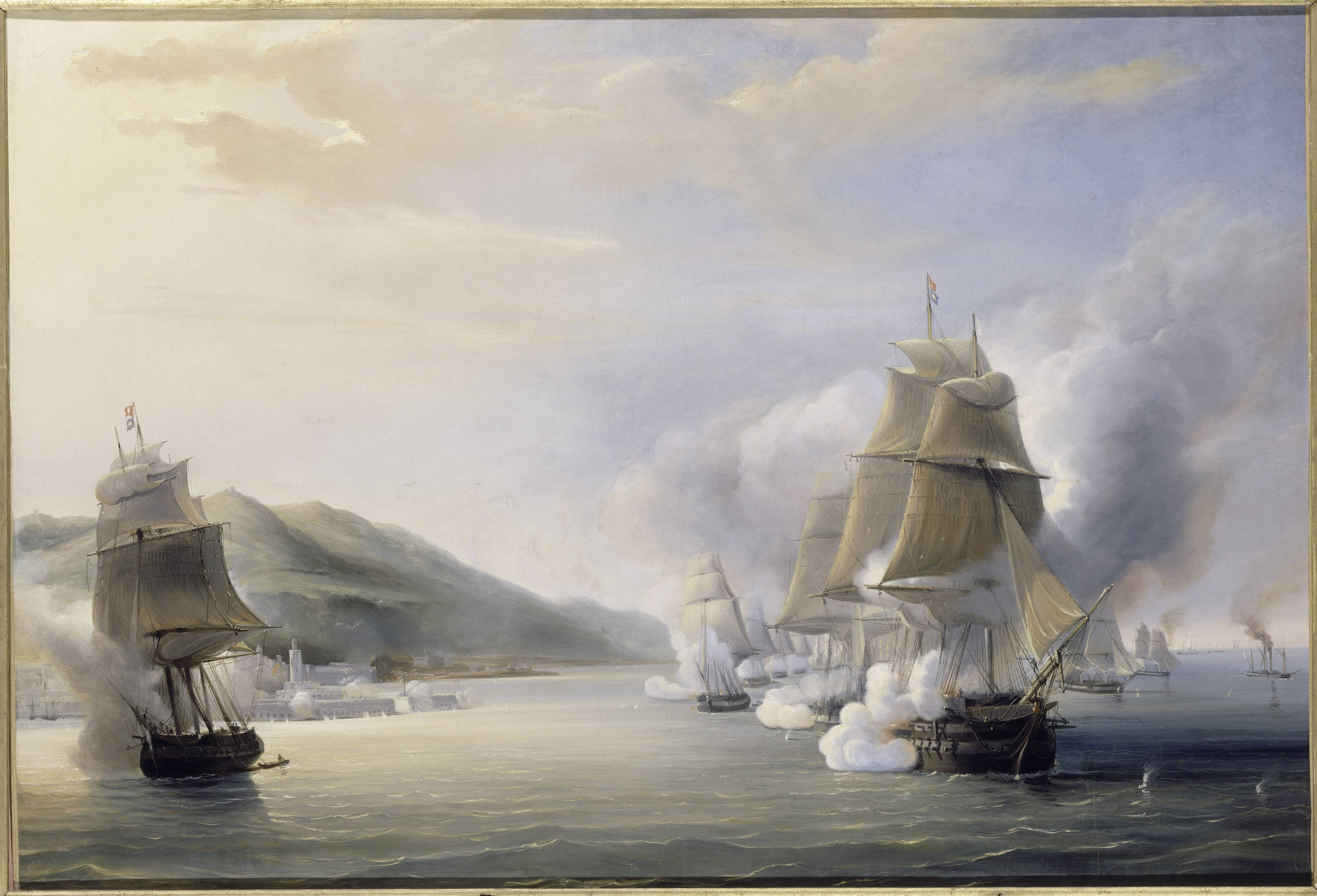
L'attacco dell'ammiraglio Guy-Victor Duperré nel corso della presa di Algeri del 1830.

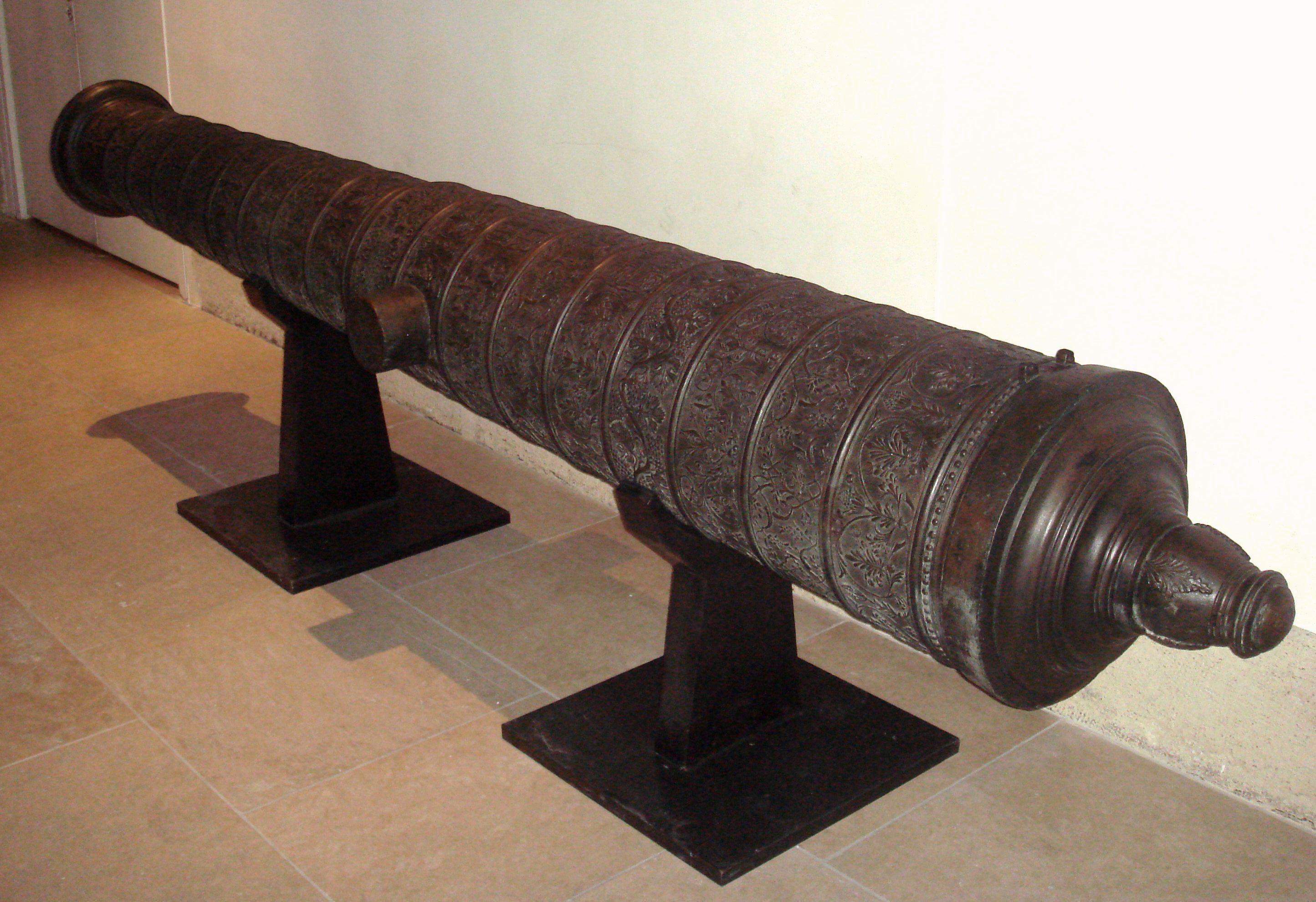
Un cannone ottomano decorato della lunghezza di 385cm e del calibro di 178mm, fuso ad Algeri l'8 ottobre 1581 e catturato dai francesi nel 1830. Musée de l'Armée, Parigi.

L'ammiraglio Guy-Victor Duperré ottenne il comando a Tolone di un'armata di 600 navi che veleggiarono verso Algeri. Seguendo un piano per l'invasione dell'Algeria originariamente sviluppato sotto Napoleone I nel 1808, il generale Louis-Auguste-Victor de Ghaisnes, conte di Bourmont sbarcò quindi con 34 000 soldati a 27 km da Algeri, a Sidi Ferruch, il 14 giugno 1830. A contrastare i francesi, il dey inviò 7 000 giannizzeri, 19 000 fanti dei bey di Costantina e Orano, e circa 17 000 cabili. I francesi stabilirono una potente testa di ponte e respinsero gli algerini grazie in parte all'artiglieria superiore ed alla migliore organizzazione. Il 19 giugno i francesi sconfissero le armate del dey alla battaglia di Staoueli, ed entrarono ad Algeri il 5 luglio dopo tre settimane di campagna. Il dey accettò la capitolazione in cambio della sua libertà ed il mantenimento dei propri possedimenti e delle proprie ricchezze personali. Cinque giorni più tardi, si portò in esilio a Napoli con la sua famiglia. I giannizzeri turchi abbandonarono anch'essi il territorio facendo ritorno in Turchia. La partenza del dey pose fine a 313 anni di governo ottomano del territorio.
Mentre il comando francese aveva nominalmente concordato di preservare le libertà, le proprietà e le libertà religiose degli abitanti locali, le truppe francesi si diedero immediatamente al saccheggio in città, arrestando ed uccidendo la popolazione per ragioni arbitrarie, assaltando le proprietà e dissacrando siti religiosi. A metà agosto, le ultime autorità turche vennero deportate. Una stima indica che beni per più di 50 000 000 di franchi dell'epoca finirono nelle mani di privati durante il saccheggio. Questa attività ebbe un profondo effetto sulle future relazioni tra occupanti francesi e nativi algerini. Una commissione francese nel 1833 scriveva "li abbiamo posti a morte per semplice sospetto e senza processo anche nel caso di quelle persone la cui colpevolezza era dubbia... abbiamo massacrato il popolo ... abbiamo trattato con barbarie anche i barbari". L'eliminazione delle autorità turche ebbe ad ogni modo un effetto imprevisto, e cioè la recrudescenza della resistenza locale all'occupante. 
I metodi utilizzati dall'egemonia francese raggiunsero il genocidio che, unitamente alla carestia ed alle malattie, portarono alla morte di 500 000 - 1 000 000 di algerini sui 3 000 000 all'epoca ivi residenti.
La notizia della conquista di Algeri raggiunse Parigi quando Carlo X era ormai stato deposto durante i tre gloriosi giorni del luglio 1830, e quando suo cugino Luigi Filippo, il "re cittadino", era ormai stato nominato sovrano della monarchia costituzionale. Il nuovo governo, composto da liberali oppostisi a loro tempo alla spedizione di Algeri, appariva riluttante a proseguire la conquista iniziata dal vecchio regime. Ad ogni modo, la vittoria ad Algeri era stata enormemente popolare in Francia, ed il nuovo Luigi Filippo decise di ritirare solo una parte delle forze d'invasione. Il generale Bourmont, che aveva inviato delle truppe ad occupare Bona ed Orano, le ritirò con l'idea di tornare in Francia e restaurare Carlo X al trono. Quando realizzò gli intenti del nuovo governo, preferì l'esilio in Spagna. Luigi Filippo lo rimpiazzò con Bertrand Clauzel nel settembre del 1830.
Il bey di Titteri, che aveva partecipato alla battaglia di Staouéli, tentò di coordinare la resistenza ai francesi coi bey di Orano e Costantina, ma non fu in grado di accordarsi con loro per il comando. Clauzel nel novembre di quello stesso anno guidò una colonna francese di 8000 uomini a Médéa, capitale di Titteri, perdendo 200 uomini nelle varie schermaglie. Dopo aver lasciato 500 uomini a Blida occupò Médéa senza resistenza, dal momento che il bey l'aveva abbandonata volontariamente. Dopo aver installato in loco una nuova guarnigione, tornò ad Algeri. Al suo arrivo a Blida, seppe che la locale guarnigione era stata attaccata dai cabili, e per rappresaglia uccise un gruppo di persone tra cui donne e bambini, attirandosi l'opposizione della popolazione locale. Clauzel decise di ritirare la guarnigione sul posto e di tornare ad Algeri.

## L'inizio della colonizzazione

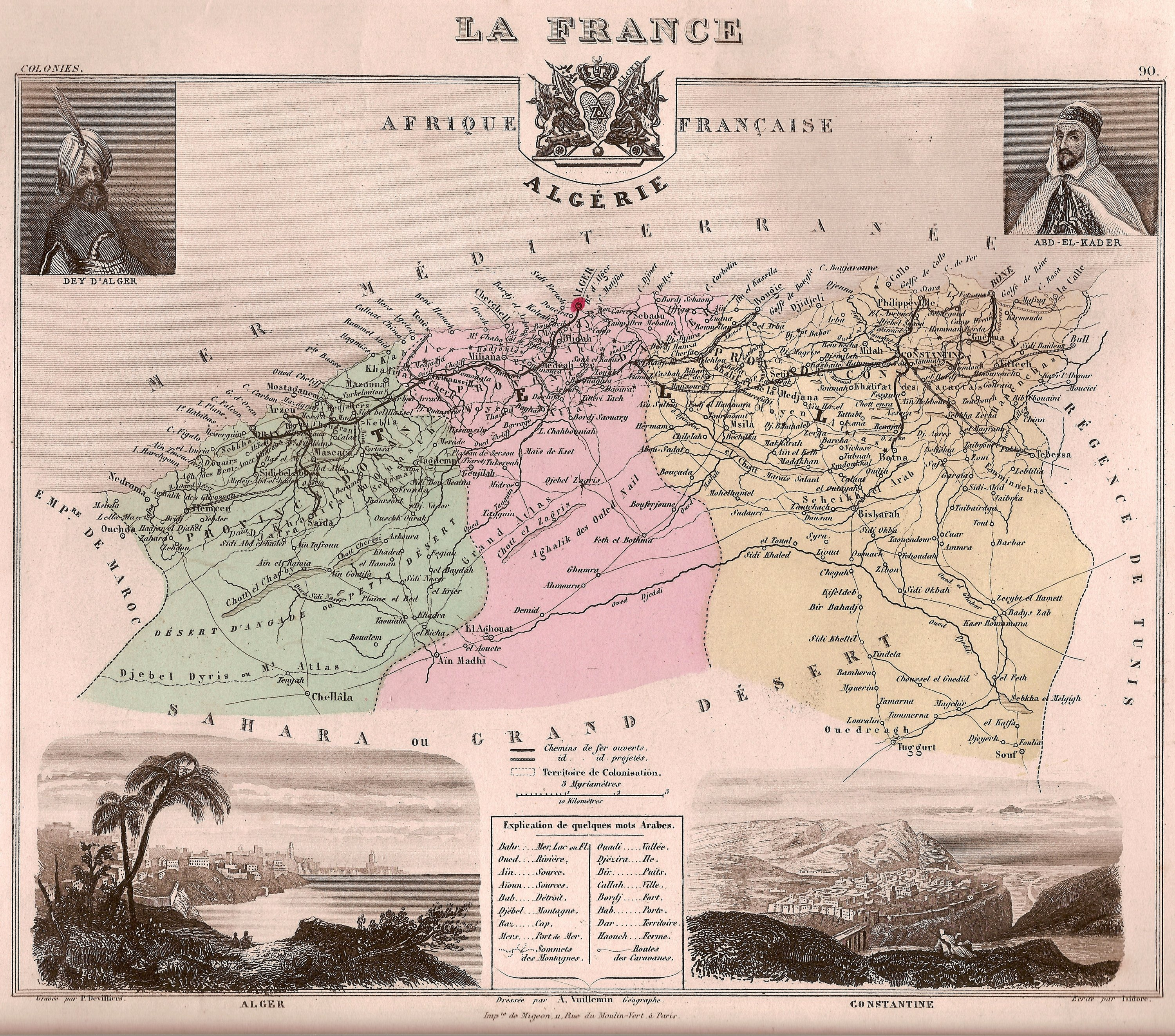
Mappa del 1877 dei tre dipartimenti francesi di Algeri, Orano e Costantina

Mappa cronologica della conquista francese.

Clauzel introdusse una formale amministrazione civile ad Algeri, ed iniziò a reclutare degli zuavi, ausiliari nativi delle forze francesi, con lo scopo di stabilire una vera e propria presenza coloniale francese in loco. Assieme ad altri formò una compagnia per l'acquisto di terra agricola da assegnare poi a coloni europei. Clauzel riconobbe subito l'enorme potenziale agricolo della piana di Mitidja e iniziò qui la produzione di cotone su vasta scala. Durante il suo secondo periodo come governatore generale (1835–36), utilizzò la propria carica per condurre degli investimenti privati in terra ed incoraggiò ufficiali d'esercito e burocrati della sua amministrazione a fare lo stesso. Questo fatto sbloccò gli interessi commerciali della Francia e dell'Europa verso l'Algeria nonché diede inizio alle speculazioni. Nel periodo di dieci anni vennero costruite nuove aziende agricole, fabbriche e luoghi di scambio.
Clauzel inoltre tentò di estendere l'influenza francese ad Orano ed a Costantina negoziando col bey di Tunisi la presenza di governanti "locali" che avrebbero operato sotto l'amministrazione francese. Il bey rifiutò l'offerta giudicando tale prospettiva in conflitto anche con gli stessi interessi ottomani. Il ministero degli esteri francese obiettò ai negoziati di Clauzel condotti col Marocco per stabilire un bey marocchino ad Orano e con l'inizio del 1831 lo rimpiazzò col barone Berthezène.
Berthezène fu un amministratore debole e sfavorevole alla colonizzazione. Il suo peggior fallimento militare venne rappresentato dal suo supporto al bey di Médéa, noto per la sua corruzione, che gli attirò le ire della popolazione. Berthezène guidò le truppe a Médéa nel giugno del 1831 per trarvi il bey e la guarnigione locale. Sulla via del ritorno verso Algeri vennero continuamente attaccati dalla resistenza cabili. Le perdite francesi durante questa ritirata furono significative (quasi 300 uomini in tutto), portando anche a degli attacchi agli insediamenti coloniali. I crescenti interessi della Francia in loco fecero sì che Luigi Filippo ben presto nominasse il duca di Rovigo a nuovo governatore sul finire del 1831.
Il duca di Rovigo riprese il controllo di Bône e Bougie (attuale Béjaïa), città che Clauzel aveva preso e poi perso per la resistenza del popolo cabili. Questi continuò la politica di colonizzazione della terra e di espropriazione delle proprietà. La sua soppressione della resistenza ad Algeri fu brutale, con la presenza dei militari largamente estesa su tutto il suo territorio. Richiamato nel 1833 per la violenta natura della sua repressione, venne sostituito dal barone Voirol. Voirol riuscì a stabilire l'occupazione francese ad Orano, ed un altro generale francese, Louis Alexis Desmichels, ottenne il comando su Arzew e Mostaganem.
Il 22 giugno 1834, la Francia formalmente annetté le aree occupate dell'Algeria (per una popolazione di circa 2 000 000 di abitanti) come colonia militare. La colonia venne diretta infatti da un governatore militare che aveva sia autorità civile che autorità militare, tra cui il potere di realizzare decreti esecutivi. La sua autorità era nominalmente estesa all'area "occupata" presso la costa, ma in realtà oltre tale limite la Francia era ancora in lotta con la resistenza della popolazione locale. La politica di un'occupazione limitata venne formalmente abbandonata nel 1840 a favore di un controllo completo dell'area.
Voirol venne rimpiazzato nel 1834 da Jean-Baptiste Drouet, conte d'Erlon, che divenne il primo governatore ufficiale della colonia, al quale spettò la repressione della resistenza di `Abd al-Qādir e dei continui fallimenti francesi per sottomettere Ahmed Bey, governante di Costantina.

## La rivolta di Abdul Kader
Il religioso Muhyi ad Din, che tanti anni aveva trascorso nelle carceri ottomane per essersi apertamente opposto al governo del bey, lanciò i suoi attacchi contro i francesi ed i loro alleati makhzen ad Orano nel 1832. Nello stesso anno, diversi anziani del territorio presso Mascara, scelsero il figlio di Muhyi ad Din, il venticinquenne `Abd al-Qādir, per rimpiazzarlo come capo della jihād locale. Abd al-Qādir, riconosciuto come Amir al-Muminin (comandante della fede), ottenne in breve tempo il supporto delle tribù dei territori ad occidente. Nel 1834 concluse un trattato col generale Desmichels, allora comandante della provincia di Orano. Nel trattato, che venne accettato dall'amministrazione francese seppur riluttante, la Francia riconobbe Abd al-Qādir come sovrano dei territori della provincia di Orano non sottoposte al controllo francese, ed autorizzò Abd al-Qādir ad inviare propri consoli nelle città francesi. Il trattato non richiese però ad Abd al-Qādir di riconoscere il governo francese. Abd al-Qādir utilizzò la pace per espandere la propria influenza sulle tribù dell'Algeria centrale.
Mentre d'Erlon era però apparentemente ignaro delle minacce poste in essere dalle attività di Abd al-Qādir, il generale Camille Alphonse Trézel, allora al comando ad Orano, se ne accorse, e tentò pertanto di separare alcune tribù da Abd al-Qādir. Quando riuscì a convincere due tribù presso Orano a riconoscere la supremazia francese nell'area, Abd al-Qādir chiese alle proprie truppe di muoversi nei territori interni non ancora sottoposti al governo della Francia. Trézel inviò delle truppe ad Orano per proteggere il territorio da queste tribù dal 16 giugno 1835. Dopo alcune schermaglie, Abd al-Qādir decise di ritirare il proprio console da Orano ed espulse il console francese da Mascara, fatto che i francesi interpretarono come una dichiarazione di guerra. Le due forze si scontrarono in una sanguinosa ,ma inconcludente battaglia presso il fiume Sig. Ad ogni modo, quando la truppe Francesi, a corto di viveri, iniziarono a ritirarsi verso Arzew, al-Qādir guidò 20 000 uomini contro la colonna e nella Battaglia di Macta riuscì ad uccidere 500 francesi. Il fallimento portò al richiamo del conte d'Erlon.
Il generale Clauzel venne nominato una seconda volta come governatore al posto di d'Erlon. Egli guidò un attacco contro Mascara nel dicembre di quello stesso anno, città che Abd al-Qādir, con l'avanzata, aveva fatto evacuare. Nel gennaio del 1836 occupò Tlemcen, e vi stabilì una guarnigione pianificando l'attacco a Costantina. Abd al-Qādir continuò a minacciare i francesi a Tlemcen, pertanto si rese necessario l'invio di ulteriori truppe alla guida di Thomas Robert Bugeaud, veterano delle guerre napoleoniche che vantava una notevole esperienza nel campo della guerriglia irregolare, il quale venne inviato ad Orano per assicurare il controllo del fiume Tafna e rimpinguare la guarnigione locale. Abd al-Qādir si ritirò, ma decise di accamparsi sulla riva del fiume Sikkak. Il 6 luglio 1836, Bugeaud sconfisse pesantemente al-Qādir nella battaglia del Sikkak, perdendo meno di cinquanta uomini contro gli oltre mille persi da Abd al-Qādir.

## La resistenza turca a Costantina
Ahmed Bey continuò a resistere agli attacchi francesi impedendo alla Francia di soggiogare Costantina, e continuò a resistere anche per il fatto che sperava ogni giorno di più di divenire il dey successore dopo la sconfitta della Francia. Clauzel e Ahmed si scontrarono diplomaticamente dal momento che Ahmed si era rifiutato di riconoscere l'autorità francese su Bône che egli considerava ancora territorio ottomano, e pertanto Clauzel decise di muovere le proprie truppe contro di lui.
Nel novembre del 1836 Clauzel guidò 8 700 uomini verso il baliaggio di Costantina, ma venne respinto nella battaglia di Costantina; il fallimento portò al richiamo di Clauzel. Questi venne rimpiazzato da Charles Marie Denys, conte di Damrémont, che guidò una spedizione che riuscì a catturò Costantina l'anno successivo, anche se egli rimase ucciso durante lo stesso assedio e quindi venne rimpiazzato da Sylvain Charles, conte Valée.

## La resistenza di al-Qādir

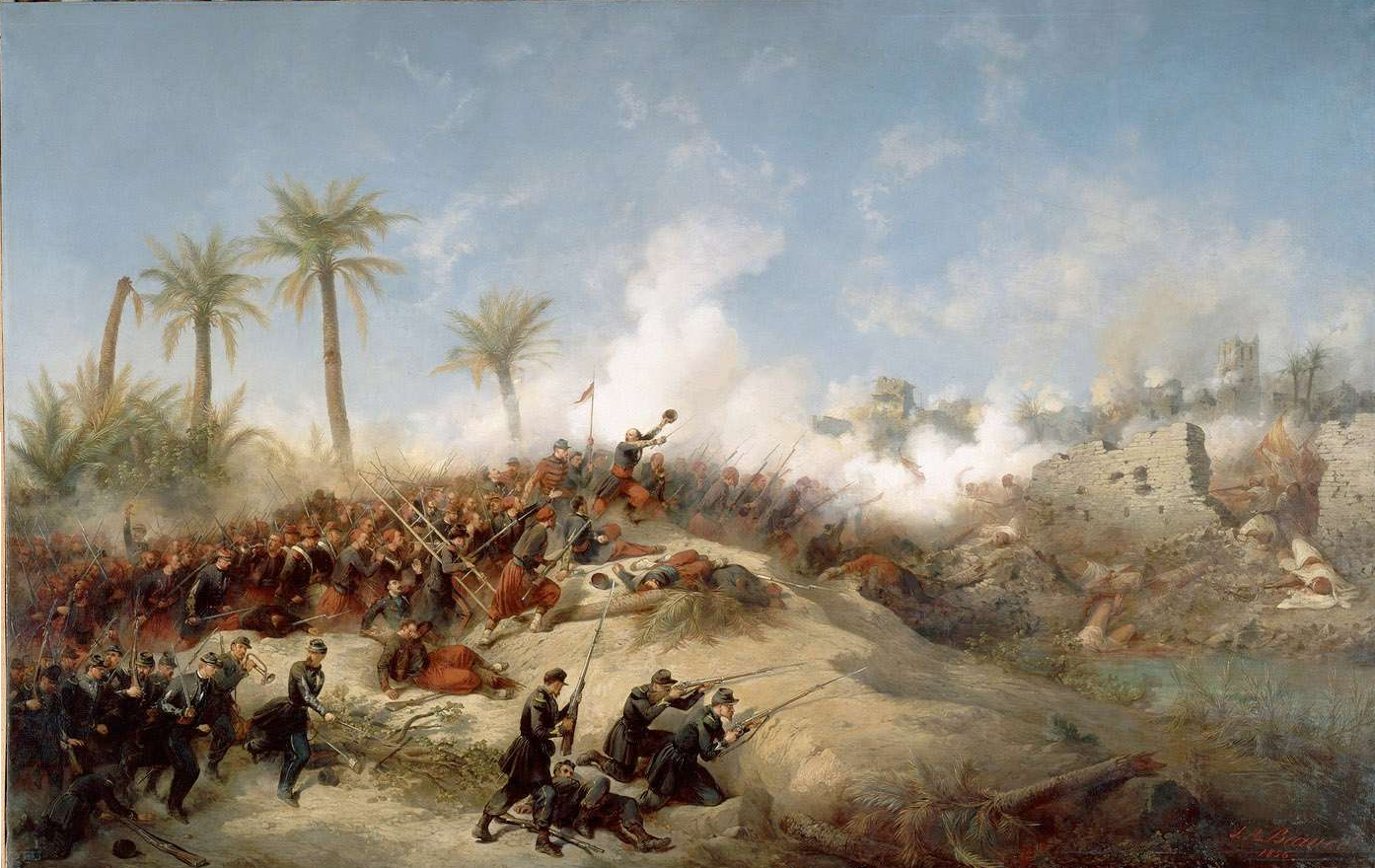
La Battaglia di Zaatcha.

Nel maggio del 1837, il generale Thomas Robert Bugeaud, in comando ad Orano, aveva negoziato il trattato di Tafna con al-Qādir, col quale effettivamente venne riconosciuto il controllo di al-Qādir su gran parte dell'attuale Algeria interna. Al-Qādir utilizzò questo periodo di pace per consolidare il proprio potere presso le tribù locali, fondando nuovi insediamenti lontani dal controllo francese. Egli lavorò soprattutto per motivare la popolazione sottoposta al controllo francese a resistere. Cercando un motivo di contrasto coi francesi, egli avanzò delle pretese su delle vie di comunicazione tra Algeri e Costantina. Quando i francesi gli contestarono queste pretese sul finire del 1839, al-Qādir chiamò nuovamente i suoi alla jihād. Per tutto il 1840 egli organizzò una guerriglia contro i francesi nelle province di Algeri e Orano. I fallimenti di Valée nel voler terminare la guerra portarono al suo avvicendamento nel dicembre del 1840 con il generale Bugeaud.
Bugeaud istituì una strategia di terra bruciata combinata con veloci movimenti di colonne di cavalleria per privare progressivamente al-Qādir di territori utili. La popolazione soffrì parecchio durante questo periodo. Al-Qādir stesso venne costretto ad istituire un quartier generale mobile noto come smala o zmelah. Nel 1843 le forze francesi riuscirono a razziare questo accampamento mentre lui si trovava altrove, catturando più di 5000 combattenti e la cassa di guerra di Al-Qādir.

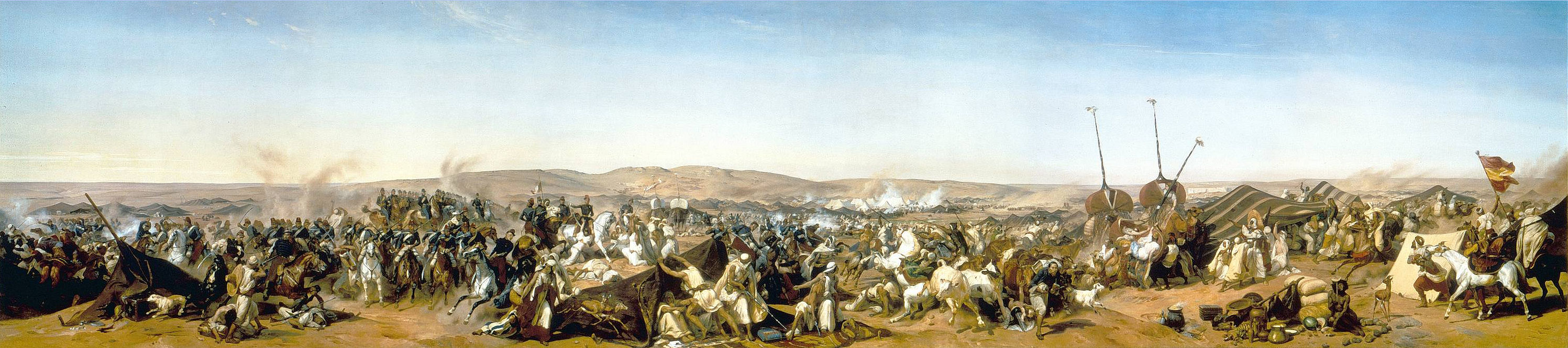
Presa della Smala di Abd El-Kader, 16 maggio 1843 dipinto di Horace Vernet.

## La sconfitta definitiva ottomana
Al-Qādir venne costretto quindi a cercare rifugio in Marocco da dove aveva ricevuto già sostegno, in particolare da quelle tribù alle aree di confine. Quando gli sforzi diplomatici francesi per far espellere al-Qādir dal Marocco fallirono, i francesi scatenarono la prima guerra franco-marocchina la cui vittoria francese nel 1844 costrinse il sultano locale a cambiare la sua politica nei confronti della Francia. Schiacciato tra le truppe francesi e quelle marocchine al confine nel dicembre del 1847, al-Qādir scelse di arrendersi ai francesi sotto assicurazione che gli fosse permesso di esiliarsi in Medioriente. I francesi violarono però tali termini dell'accordo, mantenendolo prigioniero in Francia sino al 1852 e permettendogli solo dopo quella data di recarsi a Damasco.
Gli ottomani presentarono protesta formale per l'invasione dell'Algeria, ma si rifiutarono categoricamente di concedere la cessione della provincia. Una mappa dell'"Africa Ottomana" del 1905 ancora indicava i possedimenti dell'impero che si estendevano sino al confine con il Marocco ad ovest nella "regione" (hitta, termine usato per un territorio con confini imprecisati) dell'Algeria.